# Gonomyia apiculata
Gonomyia apiculata är en tvåvingeart som beskrevs av Alexander 1960. Gonomyia apiculata ingår i släktet Gonomyia och familjen småharkrankar.
Artens utbredningsområde är Moçambique. Inga underarter finns listade i Catalogue of Life.